# 羅西 (加利福尼亞州)
羅西（英語：Rossi）是位於美國加利福尼亞州金斯縣的一個非建制地區。該地的面積和人口皆未知。

## 地理
羅西的座標為36°17′44″N 119°49′57″W / 36.29556°N 119.83250°W，而該地的平均海拔高度為65米（即213英尺）。